# Sachsenhäuser Brunnenfest
Das Sachsenhäuser Brunnenfest im Frankfurter Stadtteil Sachsenhausen wurde 1490 erstmals urkundlich erwähnt und ist damit eines der ältesten Feste der Stadt. Da die Sachsenhäuser Bevölkerung sich zu dieser Zeit überwiegend aus Handwerkern, Bauern und Fischern zusammensetzte, konnte sie die von der Stadt geforderten Abgaben für die Sauberhaltung der Brunnen nicht bezahlen und musste selbst für die Reinigung sorgen. Als Abschluss der jährlichen Brunnenreinigung wurde das Brunnenfest gefeiert. Seit Mitte des 19. Jahrhunderts ersetzten Trinkwasserleitungen nach und nach die Brunnen, das Fest wird dennoch bis heute begangen.
Alljährlich kürt die Brunnen- und Kerbegesellschaft die Sachsenhäuser Brunnenkönigin. Gemeinsam mit dem Brunnenschultheiß stellt sie den Bezug zu den historischen Wurzeln der Brunnenreinigung und des Wasserschutzes dar.